# Иванов, Алексей Викторович
Алексе́й Ви́кторович Ивано́в (род. 23 ноября 1969, Горький) — русский писатель и сценарист. Лауреат премии Правительства России в области культуры (2017) и ряда других литературных премий. Известен благодаря книгам об Урале («Сердце пармы», «Золото бунта» и другие), а также благодаря роману «Географ глобус пропил», по мотивам которого был снят одноимённый фильм. Документальный фильм Алексея Иванова и Леонида Парфёнова «Хребет России» в 2010 году был показан на Первом канале.

## Ранние годы и первые произведения
Алексей Иванов родился в 1969 году в Горьком в семье инженеров-кораблестроителей. В 1971 году семья переехала в Пермь. По окончании школы Иванов в 1987—1988 годах учился на факультете журналистики Уральского государственного университета (Свердловск), но оставил его. В 1990 году заново поступил в тот же университет на факультет искусствоведения и культурологии, который окончил в 1996 году, защитив диплом по искусствоведению. Для поступления требовалось направление с места работы, поэтому Иванов предоставил поддельную справку о том, что является сотрудником музея.
Дебютная публикация — фантастическая повесть «Охота на „Большую Медведицу“» — состоялась в 1990 году в журнале «Уральский следопыт» (Свердловск), тиражом около 500 тыс. экз.. Вернувшись в Пермь, Алексей Иванов сменил ряд профессий: работал сторожем, школьным учителем, журналистом, преподавателем университета, а также гидом-проводником в турфирме, что привело его к увлечению краеведением.
Вернулся в литературу и стал известен благодаря роману «Сердце пармы» (согласно утверждению Иванова, слово «парма» должно быть написано со строчной буквы, поскольку является приуральским названием хвойного леса, синонимом слова «тайга», но многие ставят прописную букву, так как этим именем собственным принято кратко называть Пермь Великую). Обрести популярность Иванову помог Леонид Юзефович, поддержавший публикации пермского писателя в крупных издательствах — «Вагриус» и «Пальмира». Затем практически все книги Иванова издала «Азбука-пресс».
В процессе работы над романом «Сердце пармы» писатель организовал детский художественный краеведческий музей. По инициативе писателя в Пермском крае с 2006 по 2009 годы проводился одноимённый этнофутуристический фестиваль. В 2010 году Иванов отказался от участия в фестивале в знак протеста против действий пермских властей. Однако пермские власти сохранили фестиваль, который с 2010 года ежегодно проводится под новым названием «Зов Пармы». Уход Иванова не повлёк за собой спад популярности фестиваля: если в 2009 году последнее «Сердце Пармы» посетили 5—6 тыс. человек, то первый «Зов Пармы» в 2010 году — 10 тыс. человек.
Иванов также занимался продвижением Пермского края, создавая ему позитивный имидж. Например, в 2009 году по заказу пермских краевых властей был снят презентационный ролик «Хребет России: Пермский край» с участием самого Иванова и известного журналиста Леонида Парфёнова. Иванов выступил с инициативой создания историко-природного заповедника на реке Чусовой, а в 2010 году поддерживал проект «Кын-реалити».

## Разногласия с пермскими властями и отказ Иванова от «продвижения» Перми
Алексей Иванов в 2006 году заявил, что в политике не участвует и не собирается вступать в какую-либо политическую партию. Отношения с властями Пермской области (позднее края) у Иванова поначалу сложились хорошие. Об этом говорит тот факт, что в 2002 году пермские власти при губернаторе Ю. П. Трутневе оплатили издание тиражом в две тысячи экземпляров (в основном для библиотек Пермской области) книги Иванова «Чердынь — княгиня гор». При этом в середине 2000-х годов А. Иванов, по его собственным словам, не пользовался популярностью в Перми: писатель в 2005 году говорил, что на его последнюю встречу с читателями в этом городе пришли только 7 человек.
При новом губернаторе О. А. Чиркунове отношения Иванова с пермскими властями ухудшились. По мнению доктора исторических наук Л. А. Фадеевой, писатель стал центральной фигурой оппозиции культурной политике губернатора. Пермские региональные власти приобрели коллекции московского галериста М. А. Гельмана, которого сделали директором Пермского музея современного искусства. В 2009 году А. Иванову не понравилось, что пермские власти выделили из краевого бюджета на возглавляемый Гельманом Пермский музей современного искусства 90 млн рублей, а на Пермскую картинную галерею только 30 млн рублей. В связи с этим А. Иванов заявил, что «местная власть должна поддерживать местное искусство, и если ей не нравится, что оно плохое, то она должна улучшать его, а не покупать хорошее в Москве». В знак протеста против присуждения М. Гельману Строгановской премии А. Иванов объявил, что отказывается от этой премии, лауреатом которой он стал тремя годами ранее. Денежную часть премии, составляющую 10 тыс. долларов, Иванов передал в музей города Усолье, оставив себе только памятный знак лауреата премии. В ответ М. Гельман обвинил А. Иванова в невежестве, а также во лжи о том, что Пермский музей современного искусства получает бюджетные деньги. Кроме того, трения между Ивановым и краевыми властями вызвал финансируемый из регионального бюджета проект «Пермь как текст», который должен был состоять из 12 книг (вышли 9), каждая из которых должна была включать в себя произведения пермских писателей. Название проекта повторяло заглавие одноимённой книги филолога В. В. Абашева, вышедшей в 2000 году. По словам А. Иванова, авторам текстов проекта (а также корректорам) не заплатили за работу. Также писатель уведомил министра, что свёрстанные три оставшиеся книги будут переданы в печать только тогда, когда за них будет заплачено тем, кто их подготовил. В отношении заместителя краевого министра культуры возбудили уголовное дело в связи с причинением бюджету ущерба при реализации этого проекта.
Доктор исторических наук Г. А. Янковская отмечает, что летом 2009 года А. Иванов сформулировал идею отказа от сотрудничества с деятелями «пермского культурного проекта» в следующих выражениях: «Надо игнорировать их „культурную“ деятельность, ни в коем случае не участвовать в их мероприятиях, не пытаться с ними договариваться». Целью кампании по защите «пермскости», которая велась со стороны А. Иванова и других пермских активистов, по мнению Г. А. Янковской, было перераспределение бюджетных средств, их переориентация на поддержку местных культурных инициатив.
Конфликт Иванова с пермскими властями продолжился при новом губернаторе Пермского края В. Ф. Басаргине несмотря на то, что М. А. Гельман был уволен в 2012 году. Новый глава региона, вскоре после вступления в должность, заявил, что читает книгу А. Иванова «Чердынь — княгиня гор». В поздравлении, которое В. Ф. Басаргин летом 2013 года направил творческому коллективу фильма «Географ глобус пропил», было отмечено, что «жителям Пермского края особенно приятно, что кинокартина снята по мотивам книги пермского писателя Алексея Иванова». Но уже в октябре 2013 года новым витком противостояния стали слова писателя, расцененные СМИ как бойкот, объявленный Перми. Иванов пояснил, что «стопудово» заслужил, чтобы пермская власть поддерживала его проекты, но раз она его не поддерживает, то он не будет «присутствовать в пермском публичном пространстве». Содержание этого «бойкота» выразилось, по словам Иванова, в следующем: «Не буду давать интервью пермским СМИ, встречаться с читателями в Перми, содействовать продвижению Перми на федеральном уровне (например, в вопросе Политехнического музея) и так далее». В связи с этим на своём официальном сайте Иванов пояснил, что есть беседы поинтереснее «пермской тухлятины» и что на вопросы по этой теме он отвечать не будет. Пермские власти попытались в ответ установить контакт с Ивановым — по словам продюсера Иванова Юлии Зайцевой, ей звонил некий пермский чиновник, напомнивший о том, что ранее пермские власти издали книгу Иванова. Как продолжение конфликта с пермскими властями в СМИ был расценён тот факт, что в 2015 году Иванов передал в один из архивов Екатеринбурга рукописи своих книг «Географ глобус пропил» и «Сердце пармы».

## Работа в Екатеринбурге

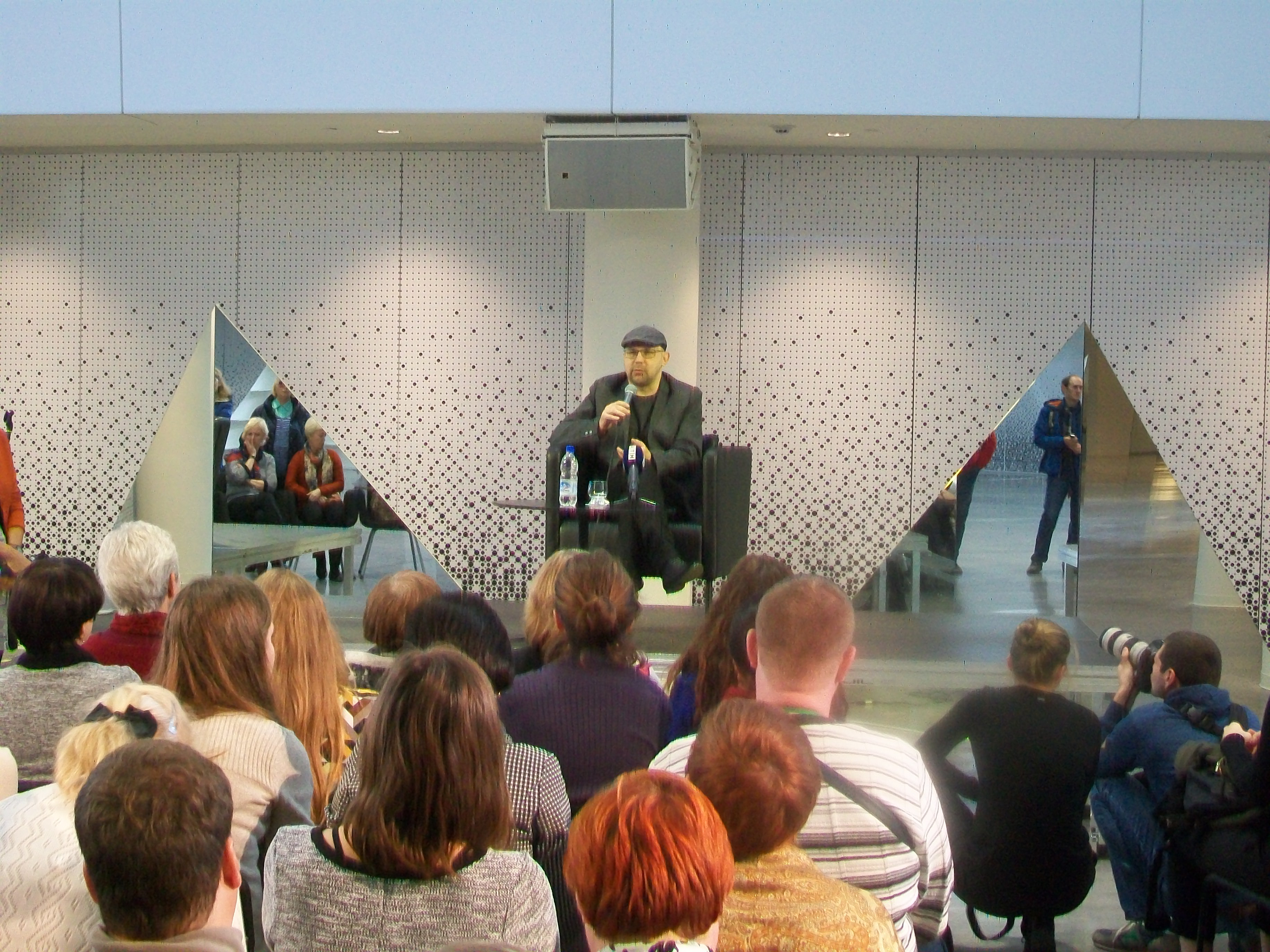
Алексей Иванов на встрече с читателями в Екатеринбурге, сентябрь 2016 года, Ельцин-центр

Ещё до объявления бойкота Перми Иванов стал сотрудничать с властями Свердловской области, по заказу и на средства министерства культуры которой в 2012 году вышла книга Иванова «Горнозаводская цивилизация». В 2014 году на грант губернатора Свердловской области в региональном театре драмы был поставлен спектакль «FAKE, или Невероятные приключения Бориса Моржова в провинции» по роману А. Иванова «Блуда и МУДО». Тем не менее о «бойкоте» Ивановым Перми в Екатеринбурге было известно. В 2013 году во время интервью один из местных журналистов спросил у писателя — объявит ли он бойкот свердловским читателям и чиновникам, если свердловские чиновники откажутся поддерживать его проекты. А. Иванов отказался отвечать на этот вопрос, а присутствовавшая при встрече продюсер писателя Ю. Зайцева предложила журналисту перейти к следующему вопросу, если он хочет «продолжить интервью».
В 2014 году А. Иванов совместно с художником Валерием Штукатуровым выпустил художественный альбом «Екатеринбург: умножая на миллион». В альбом, текст к которому написал А.Иванов, вошли изображения видов Екатеринбурга, созданные мастерами XIX—XXI веков. Это издание (тираж 1 тыс. экземпляров) вышло на спонсорские средства и в основном было предназначено для подарков (в продажу поступили только 7 экземпляров стоимостью более 2,2 тыс. рублей каждый), причём сам Иванов отказался от гонорара.
В 2014 году издательство «АСТ» выпустило тиражом 15 тыс. экземпляров сборник новелл Алексея Иванова о Екатеринбурге 1990-х годов под названием «Ёбург» (при создании этой книги помощь писателю оказали некоторые екатеринбуржцы, в том числе журналист И. В. Шеремет, а общество «Малышева 73» предоставило спонсорскую помощь). Книга вызвала судебный процесс — один из фотографов добился выплаты с издательства себе компенсации за неправомерное использование в книге своей фотографии группы «Наутилус Помпилиус» (выплатить назначенную судом сумму пообещал Иванов). Решение суда после рассмотрения апелляционной жалобы истца вступило в законную силу в январе 2016 года.

## Творчество
Исследователи, анализируя работы Алексея Иванова, обращают внимание на то, что за годы литературной деятельности у писателя менялись не только жанровые пристрастия (эволюция шла от фантастики к социальной сатире через реалистические произведения и романы со сложно определяемыми формальными особенностями), но и творческий почерк. Так, филолог Максим Кронгауз, будучи директором Института лингвистики РГГУ, при оценке языка двух романов Иванова — «Географ глобус пропил» и «Сердце Пармы» — писал, что «ни одна лингвистическая экспертиза не показала бы, что это произведения одного автора… Нет ничего общего на уровне лексики. Приходится говорить не о языке автора, а о языке отдельного романа».

### «Общага-на-Крови»
Роман «Общага-на-Крови» (называемый некоторыми литературоведами романизированной повестью) был написан в начале 1990-х годов, во время учёбы автора на искусствоведческом факультете Уральского государственного университета. Произведение вышло в свет только в 2006 году, что дало повод Владиславу Крейнину заметить: «В течение 14 лет русская классическая литература не досчитывалась настоящего шедевра».
В основе сюжета — история из жизни студентов, обитающих в соседних блоках общежития и связанных между собой сложной цепочкой взаимоотношений. Вокруг главного героя — первокурсника Отличника — разыгрываются драмы с запоями, страстями, изменами, враждой и страхами. В романе нет указаний на вуз и город (хотя Екатеринбург подразумевается «на образном уровне»); герои практически лишены выхода во внешний мир, и общага для них — «единственно возможная среда обитания, за пределами которой их просто не существует».
Образ общаги рассматривается критиками как своеобразная «модель человеческого общежития», в котором сконцентрировано большое количество типажей — от циников до праведников. Порой герои напоминают театральные маски, появившиеся из мистерии; иногда они соотносятся с персонажами русской классики — к примеру, Отличник, пытающийся понять всех и вся, является неким аналогом князя Мышкина. Если на идеологическом уровне в дебютном романе Иванова исследователи улавливают отсылку к Достоевскому (перекличка наблюдается, в частности, в диалогах, где речь идёт «о вере, истине, таланте»), то в авторской работе с метафорами ощущается влияние Юрия Олеши. Кроме того, в «Общаге-на-Крови» чувствуется «присутствие» Александра Башлачёва, окончившего УрГУ за несколько лет до того, как туда поступил Алексей Иванов.
В  2021 году по роману вышел фильм "Общага".

### «Географ глобус пропил»
В романе «Географ глобус пропил» (1995), как и в «Общаге-на-Крови», обнаруживаются автобиографические мотивы: по словам Алексея Иванова, в произведении отразился его опыт работы школьным учителем. В ту пору будущего писателя удивляло отсутствие книг и фильмов, достоверно рассказывающих о провинциальной школе. В «Географе…», названном исследователями «поворотным» романом Иванова, заявлена авторская установка, которой он следовал не только в педагогической, но в литературной деятельности: «Я знаю, что научить ничему нельзя. Можно стать примером, и тогда те, кому надо, научатся сами, подражая. Однако подражать лично мне не советую. А можно поставить в такие условия, где и без пояснения будет ясно, как чего делать».
«Географ…» — это история двадцативосьмилетнего Виктора Служкина, которого безденежье вынуждает устроиться на работу учителем географии. Герой не пытается выглядеть перед своими учениками-девятиклассниками мэтром от педагогики: он не читает им нравоучений и не скрывает перед ними собственных недостатков. В своём стремлении «жить без фальши, без ханжества» Служкин оказывается не понятым коллегами — в конце учебного года он покидает школу; теперь перед ним открывается «светлая и лучезарная пустыня одиночества». Однако книга, несмотря на печальный финал, получилась, по мнению литературоведов, весьма тёплой, а образы героев — от географа до представителей его «зондеркоманды» — оставили «ощущение живой, настоящей и не поддающейся какой-либо формализации жизни».
Роман воспитания (именно к этому жанру относит «Географа…» ряд исследователей) сам по себе не нов, однако Иванов создал не каноническое произведение о становлении личности, а своеобразную пародию на педагогические доктрины, воспроизведённые в литературе соцреализма, — речь идёт о таких книгах, как «Педагогическая поэма» Макаренко, «Республика ШКИД», Белых и Л. Пантелеева, «Правонарушители» Лидии Сейфуллиной, «Дневник Кости Рябцева» Н. Огнёва и других. «Географ…» отделён от советских романов воспитания не только нетипичным образом героя-учителя, но и ироническим взглядом на мир: юмор не оставляет Служкина даже «на фоне экзистенциальной обречённости».
Роман насыщен цитатами и «литературными маркерами» — объектом пародии Иванова становятся как произведения русской классики, так и популярные в 1990-х годах песни. Так, история дружбы-соперничества Служкина и его товарища Будкина служит ироничным напоминанием о Ленском и Онегине. Через весь роман проходит тема не вписывающегося в реалии своего времени «лишнего человека». Служкин в лубочной манере переиначивает фрагменты из хрестоматийных произведений: «Жёг глаголом, да назвали балаболом»; «Но долго буду тем любезен я народу, что чувства добрые я литрой пробуждал». Сцены сплава созданы с явными отсылками к пейзажным зарисовкам Бунина, Тургенева и Толстого; в то же время в них обнаруживается «авторское ландшафтное чувство».

### «Сердце пармы»
Роман «Сердце пармы», с которым пермский писатель дебютировал на общероссийском уровне, не сразу был оценён коллегами Иванова. Так, жюри Русского Букера сочло, что для этой литературной премии произведение является неформатным, а потому не стало включать его в длинный список. Критик Лев Данилкин (впоследствии назвавший Иванова «золотовалютным резервом русской литературы») написал в рецензии, что «Сердце пармы» — это «литературный курьёз», и предрёк книге недолгий век. Тем не менее роман не только выдержал большое количество изданий, но и стал поводом для проведения одноимённого фестиваля. Литературоведы не пришли к согласию в вопросе, связанном с определением жанровой природы «Сердца Пармы», — среди вариантов были «традиционный и консервативный роман», «романтическая поэма», «роман-блокбастер», «историко-этнографическое фэнтези», «роман-легенда», «классическая эпопея». В произведении обнаруживали родство с «Властелином колец» и «Туманностью Андромеды». Сам автор в интервью объяснял, что не считает себя «беллетризатором учебников истории»: «Достоверные исторические романы пусть пишут обладатели машины времени».
По мнению ряда литературоведов, в «Сердце пармы» присутствуют несочетаемые элементы. Так, в произведении описываются события, соотносящиеся с летописями: чердынские походы вогулов, крещение Перми, смерть князя коми-пермяцкого Великопермского княжества Михаила. В то же время, как отмечают исследователи, «историзм сюжетно значимых героев представляется спорным». Михаил в трактовке Иванова — это своеобразный «родственник» шекспировского Гамлета, потому что в основе его деяний лежит та же, что и у принца Датского, «гуманистическая установка на морально оправданный, не множащий зла, то есть выверенный, взвешенный, ответственный поступок». При этом его враг — большой князь вогулов Асыка — наделён демоническими, сверхчеловеческими качествами.

А. Иванов изобразил не только поглощение Перми Москвой, его прежде всего интересует их духовное противостояние: в художественном мире А. Иванова христианство и язычество сопоставлены как равные силы, и этот философско-религиозный пласт идей в романе представляется более важным, чем описание этнических конфликтов. В «Сердце пармы» за национально-религиозно-государственными проблемами скрывается экзистенциальная идея Судьбы, Рока, Предопределения.

### «Золото бунта»

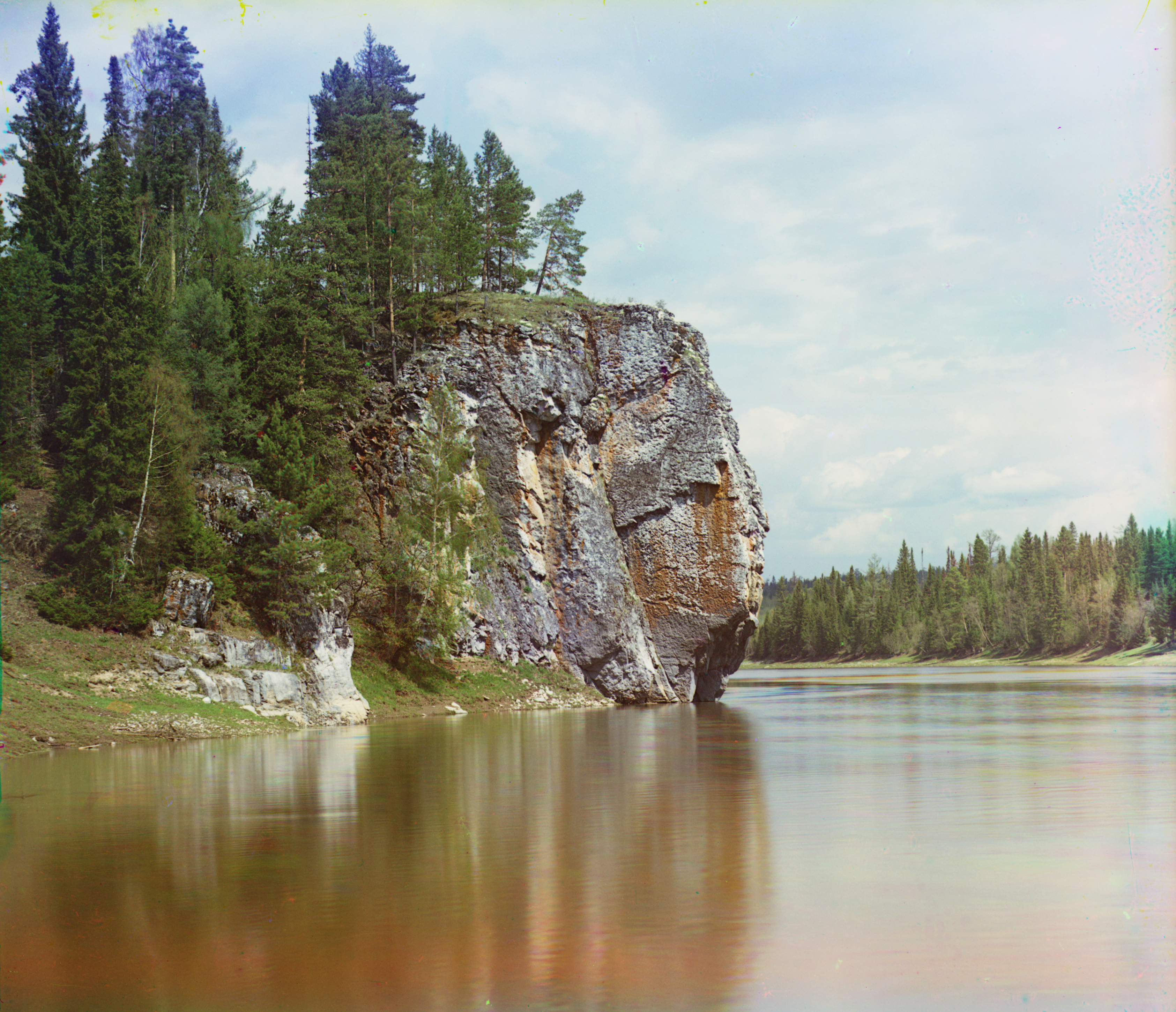
Максимовский камень на реке Чусовой, фото Сергея Прокудина-Горского 1912 года

«Золото бунта», вышедшее в свет в 2005 году, вновь поставило ряд исследователей в тупик из-за стремления Иванова опровергнуть каноны традиционного романа и невозможности включить произведение в определённый литературный ряд. Литературоведы писали, что роман, действие которого происходит на Урале в послепугачёвское время, а сюжет связан с поиском клада, нельзя назвать ни историческим, ни реалистическим, ни авантюрным, ни фэнтези, несмотря на присутствие в нём признаков каждого из упомянутых жанров: «Так что же, придется соглашаться с теми, кто пишет об уникальности романа Алексея Иванова в современной литературе? И да, и нет». В текст «Золота бунта» включено большое количество этнографического материала, причём автор не делает попыток пояснить значение устаревших слов и местных терминов, предлагая читателю самостоятельно, без «переводчика», погрузиться в созданную им атмосферу. По словам Дмитрия Быкова, «когда Иванов окончательно победит Традиционный Русский Роман, он вытолкнет русскую прозу на глубокую воду новой метафизики и новой смелости».
В рецензиях и научных публикациях, посвящённых «Золоту бунта», исследователи особо выделяют роль реки, с которой связана история сплавщика Осташи. Река как образ присутствует и в других произведениях русской литературы — таких, как, например, шолоховский «Тихий Дон» и «Угрюм-река» Шишкова. Однако у Иванова Чусовая — не просто водный поток с непредсказуемым нравом, «то коварная, то лукавая», но и мифологический символ — она «предстаёт и как рубеж реального и потустороннего, сакрального и бесовского. В романе возникает мотив переправы через реку смерти без обратного пути, без возврата к нормальной жизни».

### «Блуда и МУДО»
Выход в 2007 году книги «Блуда и МУДО» вызвал разноречивую реакцию литературного сообщества — от полного неприятия («Вряд ли я бы стала по доброй воле читать книгу с таким названием», Василина Орлова) до определений «мощный труд», «шедевр», «лучший роман Иванова» (Захар Прилепин). Критики называли роман сатирическим, брутальным, порнографическим; одна из посвящённых «Блуде…» статей была озаглавлена «Порно и задорно». Столь же много вариантов возникло при расшифровке слов, включённых в название книги: «блуду» трактовали как неприятность, заблуждение, скитания, распутство, разврат; аббревиатура МУДО на языке чиновников означала «Муниципальное учреждение дополнительного образования», а с точки зрения героев была наполнена иным — народным — смыслом: «МУДО — оно и есть МУДО». Историк и литературный критик С. С. Беляков отмечал в 2010 году, что «Блуда и МУДО» постиг «неожиданный неуспех», который заставил Иванова на время «замолчать».
Действие романа происходит в вымышленном городке Ковязине, где в рамках оптимизации культурной сферы местный Дом пионеров превратился в МУДО. Для того, чтобы спасти учреждение от очередной реорганизации, его сотрудник — художник Борис Моржов — начинает, подобно Чичикову, собирать документы на «мёртвых душ». Мир Ковязина фантасмагоричен: город окружён «блудным» ландшафтом; имеет, несмотря на провинциальное название, амбиции мегаполиса; жители лишены комплексов и гордятся тем, что у них «есть всё». Главного героя — плута и авантюриста Моржова — литературоведы сравнивают с Виктором Служкиным из романа «Географ глобус пропил»; разница между ними в том, что персонаж «Блуды…» живёт в другое время и в другом пространстве. В Моржове соединены несочетаемые качества — он вульгарен и поэтичен, циничен и бескорыстен одновременно: «Жить приходилось в сатире, а душе хотелось эпоса».
Гоголевские мотивы, на которые обратили внимание критики, обнаруживаются как на уровне сюжета (в «Блуде…» присутствует явная отсылка к «Мёртвым душам»), так и «в смысловом контексте» романа — Иванов создал обзорную картину российской действительности, показав пёстрый и многослойный мир глубинки, в котором главенствует «пиксельное» мышление (лозунг, сочинённый Моржовым для ковязинцев, звучал так: «Наше будущее — это демократия плюс пикселизация всей страны!»). Сам автор, включив в роман новое слово «начичить», утверждал, что придумал его специально, чтобы усилить сходство с Гоголем: «Мой роман — это гараж, в котором стоит „мерс“. Гоголь — ключ от гаража. Но не от „мерса“. Кто схватит этот ключ и убежит, радуясь, тот никуда на романе не уедет»".

### «Псоглавцы»
В 2011 году Алексей Иванов пишет под псевдонимом «Алексей Маврин» роман «Псоглавцы» — первую часть дилогии о дэнжерологах. В произведении, действие которого происходит в нижегородской деревне Калитино, показана «изнанка» мира российской провинции — утратившей культуру, но подсознательно продолжающей жить по законам прошлого: старообрядческих скитов, трудовых лагерей и т. п. Тех, кто желает покинуть привычный мир, преследуют и убивают таинственные псоглавцы — гуманоиды с собачьими головами. Трое молодых москвичей отправляются в Калитино, чтобы снять со стены разрушенного храма фреску с изображением святого Христофора с собачьей головой, и попадают в странный мир, где в псоглавца может превратиться каждый.
Критика достаточно быстро разобралась в истинном авторстве романа, так же, как и в том, что произведение построено вокруг не мистики, а социальной проблематики. «Основа романа — не сверхъестественный антураж, а история о конфликте двух миров. Идея, которую „Псоглавцы“ (скорее метафора, чем сюжет) иллюстрируют: Россия — пространство, разделенное на „зоны“ с разными жизненными практиками; население „зон“ реагирует и на вторжение чужаков, и на попытки аборигенов выйти за колючую проволоку» — отмечал Лев Данилкин.

### «Комьюнити»
Роман вышел в апреле 2012 года и, хотя и был второй книгой серии о дэнжерологах, публиковался уже под именем Алексея Иванова, а не Алексея Маврина. Темой нового романа стала тема чумы как феномена исторического, социального и виртуального. В перспективной российской компании «ДиКСи» изобретают «семантический интернет» — алгоритм поиска максимально персонализированной информации, которая транслируется пользователю согласно его вкусам и интересам. Глеб Тяженко, бывший филолог из Апатитов, а ныне топ-менеджер в «ДиКСи», начинает обнаруживать вокруг себя всё больше признаков чумы — реальность причудливо смещается, и демоны чумы во главе с Абракадаброй начинают охоту на участников интернет-комьюнити Глеба. Произведение раскрывает более широкий смысл «чумы» нежели просто инфекционного заболевания — это теперь и сама атмосфера разобщённого социума в эпоху Web 2.0, в которой материализуются человеческие пороки и кошмары.
Критика и читатели приняли роман достаточно холодно. Отмечая смелость темы, в то же время обращали внимание на не самый лучший стиль и перегруженность интернет-сленгом: «„Комьюнити“ — это смесь поверхностного интеллектуализма, социального резонерства и авантюрного романа в духе Дэна Брауна».

### «Тобол»
В феврале 2017 года опубликован роман «Тобол». Он состоит из двух книг: «Тобол. Много званых» и «Тобол. Мало избранных». В 2019 году роман был экранизирован российской телекомпанией «Solivs». У читателя «Тобол» снискал неожиданно высокую популярность и разошёлся значительным тиражом.

### «Пищеблок»
В ноябре 2018 года в «Редакции Елены Шубиной» вышел роман «Пищеблок». В нём Иванов обращается к достаточно привычной для него «подростковой» теме, ранее освещавшейся и в «Географ глобус пропил», и в «Блуда и МУДО». На этот раз повествование разворачивается в пионерском лагере на Волге в «олимпийское» лето 1980 года. Сюжет построен вокруг мистического «ужастика» — присутствия в лагере вампиров, которые заражают своей жаждой крови всё новых и новых пионеров. По мнению критиков, Иванов, двигаясь в этом направлении, превращается в отечественного Стивена Кинга. Вместе с тем отмечалась и некоторая «ремесленность» «Пищеблока»: 
«Все это то ли банальность плохого романа, то аккуратность смазанного механизма. „Пищеблок“ собран из понятных деталей, собран по инструкции, аккуратно смазан и не вызывает восторга, как не вызывает его новая мясорубка. Зато среди десятков романов, которые заедают, скрипят и вообще еле двигаются — как, например, „Бюро проверки“ Архангельского, действие которого происходит в том же олимпийском году, что и в „Пищеблоке“ — роман Иванова за счет этой аккуратности выделяется».
Продюсер Иванова Юлия Зайцева назвала роман «метамодернистским коктейлем, в котором остросюжетность, ирония и страх парадоксально смешались с нежностью, ностальгией и тонким юмором».
19 мая 2021 года в онлайн-кинотеатре «КиноПоиск HD» состоялась премьера одноимённого сериала.

### «Тени тевтонов»
В январе 2021 года был опубликован роман «Тени тевтонов». Сначала он вышел в формате аудиосериала, а спустя полторы недели — в виде книги.

### «Бронепароходы»
В январе 2023 года был опубликован роман «Бронепароходы» — одновременно в форматах электронной аудиокниги и бумажной книги. Дополнением к нему стала документальная книга «Речфлот», увидевшая свет в 2024 году.

### «Вегетация»
В ноябре 2024 года вышел роман «Вегетация», сочетающий в себе черты триллера, антиутопии и постапокалиптики.

## Художественные особенности и критика
Литературоведы обращают внимание на то, что всплеск читательского интереса к творчеству Иванова происходил дважды. Его дебют как писателя-фантаста состоялся в 1990 году и был весьма высоко оценён аудиторией «Уральского следопыта» — в рейтинге популярности авторов журнала он стал «серебряным призёром», обойдя братьев Стругацких. Второе появление Иванова в литературной среде произошло после долгой паузы — в начале 2000-х годов. Отзывы о почти каждом из его произведений варьировались в диапазоне от полного неприятия до восторга; одни рецензенты называли пермского писателя «классиком XXI века», другие упоминали о нём как о создателе «трэш-изделий» и удачном «издательском проекте». При этом исследователи отмечают, что Иванов так до конца и не отошёл от художественных приёмов фантастики: уральская геопоэтическая модель, элементы которой просматриваются в таких романах, как «Сердце пармы», «Географ глобус пропил», «Золото бунта», во многом восходит к его же ранней прозе. Сам он в одном из интервью признавался, что не отказался от «настроения фантастики» и продолжает писать с «ощущением многомерности мира, ощущением, что та реальность, которая перед глазами, — ещё не всё, чем мир может удивить человека».
Анализируя романы Иванова, рецензенты обращают внимание на огромное количество изученных им исторических и этнографических источников — к примеру, в «Золото бунта» включены эпизоды, досконально воспроизводящие методы добычи полезных ископаемых, бытовые подробности из жизни сплавщиков, опыты вогульских шаманов; автор знает старинные названия географических объектов и технологии возведения речных судов. В то же время специалисты фиксируют присутствующие в его произведениях фактические и смысловые неточности — речь идёт о самоповторах, встречающейся путанице с датами, неверном употреблении понятий «культура» и «цивилизация» и так далее. Однако, по утверждению литературного критика Сергея Белякова, «неточности, неудачи и даже дурновкусие Алексея Иванова лишь незначительно портят» общее впечатление: «Обо всех его стилистических недостатках и вкусовых провалах забываешь, читая, к примеру, такое: „Земля летела сквозь таинственные радиопояса вселенной, и холод мироздания лизал её круглые бока“». Один из героев книги «Ёбург» Антон Баков в целом похвалил писателя, но написал рецензию, где изложил свой взгляд на все найденные им в книге неточности.
К числу «фирменных» художественных приёмов Иванова относится игра со словом, впервые обозначившаяся в его раннем романе «Корабли и Галактика» и сохранившая в более позднем творчестве. Лексические эксперименты замечены как в реалистических произведениях (к примеру, в текст романа «Географ глобус пропил» включены территориальные диалектизмы «баско», «баще», означающие «хорошо», «красиво»), так и в романах с исторической подоплёкой — «Золото бунта» и «Сердце Пармы» изобилуют словами из мансийской и коми-пермяцкой мифологии и насыщены экзотической топонимикой.
Романы Иванова нередко становятся поводом для дискуссий о влияниях. Так, «Золото бунта» рецензенты сравнивали с произведениями таких разных литераторов, как Мамин-Сибиряк и Андрей Белый; в нём обнаруживали смысловую близость с книгой Людмилы Улицкой «Даниэль Штайн, переводчик» и прозой Людмилы Петрушевской. Столь же много пересечений было выявлено при анализе образа сплавщика Осташи, в котором критики улавливали черты Григория Мелехова, Родиона Раскольникова и Дмитрия Нехлюдова из толстовского «Воскресения».

### Антихристианские мотивы творчества
Дмитрий Володихин называл Иванова «христианским писателем». Опровергая эту точку зрения, Сергей Беляков отметил следующие антихристианские моменты в произведениях Иванова:
- Деятели православной церкви всегда являются «сугубо» отрицательными персонажами;
- Глубоко верующие персонажи показаны как злые и мелочные, либо нравственно ущербные люди;
- Слова «бог» и «господь бог» в книгах Иванова всегда написаны со строчной буквы, как в советское время;
- Терпимость к язычеству, причём «простодушные» язычники противопоставлены художественным образам «хитрых, коварных и алчных христиан»;
- Православные персонажи практически не молятся;
- Восприятие прелюбодеяния не как греха, а как естественного состояния души.

## Иванов и «пермистика»
Иванов внёс заметный вклад в «пермистику». Под этим словом понимают различные явления: работы в области филологии пермских языков, социально-туристические проекты, фэнтези и «традиционное» краеведение Прикамья. Г. А. Янковская определила пермистику как «современные пермские мифы идентичности 1990-х — 2000-х гг.» и назвала манифестом пермистики проект «Пермь как текст». Фактором, оказавшим серьёзное влияние на «пермистику», стали действительные и мнимые обиды, которые Перми нанесла Москва (точнее советская власть): лишение статуса «столицы» Урала якобы в наказание за сдачу без боя города Колчаку, переименование города из Перми в Молотов. К числу брендов, созданных в рамках пермистики, относятся фестиваль «Сердце Пармы», а также неудачная попытка Алексея Иванова в 2004 году укоренить образ «Пермь — родина Бабы-Яги» (писатель считал, что этот сказочный персонаж возник в результате встречи русских с угорскими народами в XV веке). В целом вклад Иванова в «пермистику» очень значителен. По мнению Г. А. Янковской, интерпретации географии, истории и культуры Урала и особенно Прикамья, сделанные Ивановым, прочно вошли в новую «региональную мифологию».

## Иванов и «концепция горнозаводской цивилизации»
С именем Алексея Иванова связано распространение и проникновение в пермскую культурологию «концепции горнозаводской цивилизации». Критикующие А. Иванова краеведы (в том числе историк Л. А. Бруцкая) называют писателя творцом («демиургом») модели «горнозаводской цивилизации». Эта идея активно разрабатывалась Ивановым в сочинениях 2000-х годов и была оформлена в виде книги «Горнозаводская цивилизация». Впрочем, сам Иванов по какой-то причине пытается приписать авторство данной концепции пермскому краеведу и ученому-филологу П. С. Богословскому. В своей книге «Горнозаводская цивилизация» А. Иванов сообщает: «Академическую формулу „горнозаводская цивилизация“ отчеканил молодой профессор Пермского университета, доктор наук, Павел Богословский. Было это в двадцатых годах XX века. Богословский возглавлял кафедру русской литературы, изучал фольклор и этнографию. Он первым сказал, что Урал — уникальный феномен русского мира, а не просто провинция со старыми заводами».
На самом деле таких слов Богословский не говорил. В 1927 году в Свердловске в краеведческом сборнике (тираж 1,6 тыс. экз.) вышла статья Богословского, в которой он обосновывал необходимость создания при Пермском государственном университете «планирующего органа по уральскому культурному краеведению». В статье понятие «горнозаводская цивилизация» встречается только один раз: «Исследователь-краевед должен обратить свое внимание, помимо народной культуры, и на культуру, созданную в условиях крепостничества, трудами народа по заданиям и в интересах владетелей заводов и разного рода угодий. Продукт своеобразной горнозаводской цивилизации, эта культура заслуживает полного внимания краеведа во всех формах своего выражения. Она интересна и по своей идеологической сущности и по стилю своего художественного оформления». Ни времени существования «горнозаводской цивилизации», ни её признаков, ни её территориальных рамок Богословский не назвал и более к этому вопросу не возвращался в своих исследованиях.
Понятие «горнозаводской цивилизации» наполнил смыслом в 1990-е годы один из активных «пермистов» географ Л. В. Баньковский. Баньковский объявил, что Богословский «разработал» «концепцию» «Уральской горнозаводской цивилизации» и «обосновал наличие на Урале „своеобразной городской цивилизации“ с особой идеологической сущностью, особым стилем художественного оформления». Л. В. Баньковский дал хронологические рамки и обзорную схему «Уральской горнозаводской цивилизации».
Алексей Иванов знал Баньковского и ознакомился с его трудами. В СМИ появилась информация, что Иванов и Леонид Парфенов при работе над фильмом «Хребет России» обращались к работам Баньковского о «горнозаводской цивилизации». Однако Иванов не только заимствовал «концепцию горнозаводской цивилизации» Л. Баньковского, но и значительно её дополнил. В 2006 году Алексей Иванов сформулировал отличительные признаки «горнозаводской цивилизации»: многоукладность землевладения, тотальная милитаризация, протекция государства, крепостная зависимость основной массы работников, высокая степень капитализации в отношениях с профессионалами, пригородный тип сельского хозяйства, включенность в природные циклы, внеэкономическая взаимозависимость заводов, «железные караваны» как главный способ транспортировки. Видное место в «творении» горнозаводской цивилизации Иванов отвел автору уральских сказов П. П. Бажову.
Историки-краеведы (Л. Бруцкая и другие) расценили рассуждения Иванова о горнозаводской цивилизации как «фэнтези», отметив, что П. П. Бажов, знавший П. С. Богословского, никогда не писал о горнозаводской цивилизации. Краеведами отмечены также следующие ошибки, допущенные Ивановым при конструировании концепции «горнозаводской цивилизации»:
- Смешение понятий «культура» и «цивилизация»;
- Утверждение, что плавки уральских металлургов 300 лет назад зависели от «языческих треб»;
- Иванов сообщает, что горнозаводская цивилизация начиналась с «Чердынского завода 1637 года». Но о таком заводе историкам ничего не известно.

Однако известно, что в 20-х годах XVII века в верховьях Камы Чердынского уезда была найдена железная руда и основан первый в Прикамье казённый железоделательный завод, а в 1640 году согласно Росписи Чердынского уезда государеву железный завод на Красном бору был оснащён одной домницей с двумя сыродутными горнами, так начал свою работу Красноборский железоделательный завод.
Красноборский завод просуществовал недолго и представлял собой предприятие переходного типа от ремесленной мастерской к крупному промышленному предприятию. Такими же были другие металлургические предприятия Урала XVII века: Ницинский железоделательный завод (выдал первую продукцию в 1630 году, просуществовал полвека), частный завод братьев Тумашевых на Нейве (существовал в 1669—1682 годах), заводик во владениях Далматова монастыря (с 1682 года). Предприятия были небольшие (например, на заводе Тумашевых работали 23 человека) и просуществовали недолго.
После перехода данных заводов в казну и строительства плотин на месте небольших заводов на рубеже XVII—XVIII веков возникают Невьянский чугуноплавильный и железоделательный завод и Каменский чугунолитейный завод.
Академик С. Г. Струмилин отмечал, что из-за высокой стоимости рабочей силы на Урале не удалось заложить «прочно» в XVII веке ни одного завода. Небольшие промышленные предприятия в XVII веке не были принадлежностью только Урала. Примерно в 1624—1625 годах существовал железоделательный завод в Томске. Железоделательные заводы в XVII веке существовали в районе Тулы и Каширы, Звенигорода.
Благодаря Иванову в 2010-е годы теория «горнозаводской цивилизации» попала в пермские культурологические исследования. Пермский кандидат культурологии Г. П. Ивинских отметила, что «концепция горнозаводской цивилизации впервые была выдвинута» П. С. Богословским, затем «представления о горнозаводской цивилизации плодотворно разрабатывались» Л. В. Баньковским и, в 2000-е годы эти представления «были актуализированы, облечены в художественную форму и даже „визуализированы“» писателем Алексеем Ивановым. Другой пермский культуролог, Н. И. Тюленева в диссертации по культурологии сообщает, что «в начале XXI века идеи П. С. Богословского зазвучали с новой силой в творчестве современного писателя Алексея Иванова».

## Сочинения

### Романы
- 1992 — Общага-на-Крови (опубл. 2006)
- 1995 — Географ глобус пропил (опубл. 2003)
- 2003 — Сердце пармы (в первом издании 2000 года — «Чердынь — княгиня гор»)[105]
- 2005 — Золото бунта, или Вниз по реке теснин
- 2007 — Блуда и МУДО
- 2009 — Летоисчисление от Иоанна
- 2011 — Псоглавцы[106] (под псевдонимом Алексей Маврин[107])
- 2012 — Комьюнити[108]
- 2015 — Ненастье
- 2016 — Вилы
- 2016 — Тобол (роман)
- 2017 — Дебри (в соавторстве с Юлией Зайцевой)
- 2018 — Пищеблок
- 2021 — Тени тевтонов
- 2023 — Бронепароходы
- 2024 — Вегетация

### Повести
- 1989 — Корабли и галактика
- 1989 — Земля-сортировочная
- 1989 — Охота на «Большую Медведицу»
- 1989 — Победитель Хвостика

### Документальная литература
- 2005 — Железные караваны
- 2007 — Message: Чусовая[109]
- 2008 — Уральская матрица
- 2009 — Хребет России
- 2009 — Дорога Единорога
- 2012 — Увидеть русский бунт
- 2013 — Горнозаводская цивилизация
- 2014 — Ёбург
- 2024 — Речфлот

### Сценарии
- 2008 — Царь (сценарий фильма был основан на тексте Иванова «Летоисчисление от Иоанна», опубликованном в виде книги в 2009 году[110]. Итоговый сценарий фильма, изменённый Павлом Лунгиным, Иванову не понравился[111]);
- 2009 — Хребет России (четырёхсерийный документальный проект Алексея Иванова);
- 2015 — Тобол (восьмисерийный драматический сериал о петровской эпохе в Сибири). В феврале 2017 года Иванов сообщил, что снял свое имя с титров этого сериала из-за несогласия с тем, как его сценарий переработал режиссёр[112].

Некоторые произведения А. Иванова переведены на иностранные языки и опубликованы в Нидерландах и во Франции.
В 2014 году Алексей Иванов стал автором текста для «Тотального диктанта».

## Экранизации и постановки
«Географ глобус пропил»
В конце 2009 года студентами РАТИ мастерской Олега Кудряшова на сцене театрального центра «На Страстном» поставлен спектакль «История мамонта» по роману «Географ глобус пропил». Права на постановку спектаклей по роману «Географ глобус пропил» выкуплены более чем 50 театрами России.
Съёмки фильма «Географ глобус пропил» по одноимённому роману начались 2 ноября 2011 года в Перми. Режиссёром фильма выступил Александр Велединский, продюсером — Валерий Тодоровский. Главную роль исполнил Константин Хабенский. Первый этап съёмок завершился 18 ноября 2011 года. Второй этап прошёл в Москве, третий, и последний, завершился в Пермском крае 20 мая 2012 года. Премьера фильма «Географ глобус пропил» состоялась на XXIV кинофестивале «Кинотавр» в Сочи, где фильм получил Гран-при фестиваля и ещё несколько призов.
«Тобол»
По книге Алексея Иванова «Тобол» 5 марта 2017 года начались съемки одноимённых кинофильма и телесериала с бюджетом в 390 млн руб. До начала съемок Иванов заявил, что ему не понравилось, как режиссёр переделал его сценарий. По мнению писателя, сюжет произведения в окончательном варианте сценария превратился «в набор банальностей и штампов», «личности героев исчезли без следа, логика событий утрачена, а какая-либо историчность пропала начисто». Поэтому Иванов объявил, что снял свое имя с титров фильма.
«Ненастье»
По роману Алексея Иванова «Ненастье» в 2018 году снят одноимённый телевизионный сериал.
«Общага-на-крови»
26 сентября 2021 года состоялась премьера фильма «Общага», снятого по роману «Общага-на-крови».
«Пищеблок»
19 мая 2021 года на стриминговом сервисе «КиноПоиск HD» состоялась премьера первых двух серий сериала «Пищеблок», снятого по одноимённому роману Иванова.
«Сердце Пармы»
Первая попытка экранизации романа «Сердце Пармы» была предпринята в 2006 году кинокомпанией «Централ Партнершип». Ожидалось, что режиссёром картины станет Алексей Сидоров, однако, в 2008 году компания объявила, что фильм снят не будет.
В 2014 году Star Media приобрела у Алексея Иванова права на экранизацию романа. Съёмки фильма «Сердце Пармы» завершились в феврале 2020 года. Ожидаемый выход в прокат — 6 октября 2022 года.
«Ёбург»
В ноябре 2021 года стало известно о приобретении прав на экранизацию книги «Ёбург». По мотивам сборника документальных рассказов из истории Свердловска будет снят полнометражный фильм.
«Псоглавцы»
В феврале 2022 года объявлено, что роман будет экранизирован продюсерской компанией Александра Роднянского.
«Золото бунта»
Куплены права на экранизацию романов «Золото бунта».
Камео
В 2016 году Иванов сыграл самого себя в одной из серий сериала «Физрук».

## Награды и премии
Трижды номинировался на премию «Национальный бестселлер». Лауреат литературной премии имени Д. Н. Мамина-Сибиряка (2003), премий «Эврика!» (2004), «Старт» (2004), премии имени П. П. Бажова (2004), «Книга года» (2006), «Портал» (2006) и «Мраморный фавн» (2006).
До 2016 года в течение 10 лет отказывался от участия в премиях.
В 2016 году стал лауреатом премии «Книга года» в номинации «Проза года» за роман «Ненастье», этот роман также вошел в список 11 финалистов «Большой книги» — 2016. В 2017 году этот же роман стал лауреатом премии Правительства РФ в области культуры.
5 июня 2017 года награждён Платоновской премией в области литературы и искусства (Воронежская область).
Лауреат Строгановской премии (2006), учрежденной Региональной общественной организацией «Пермское землячество» г. Москва

## Личная жизнь
В интервью 2015 года Алексей Иванов сообщил, что женат и у него есть дочь.